# Corangamitemeer
Het Corangamitemeer (Engels: Lake Corangamite) is het grootste natuurlijke meer in de Australische deelstaat Victoria in de buurt van Colac. Het endoreïsch bekken heeft een viermaal hoger zoutpercentage dan de zee en heeft een risico uit te drogen. 
Door de aboriginals van Colijon wordt het meer Korjaiyn genoemd, wat zout of bitter betekent. Dit was ook de naam voor de alcohol die westerlingen meebrachten naar Australië